# James Hinks
James Hinks (nascido em 1829 em Mullingar, Irlanda - faleceu em 1878 em Birmingham, Inglaterra) criou e nomeou a raça Bull Terrier Inglês na década de 1860, bem como a raça English White Terrier. Ele viveu a maior parte de sua vida em Birmingham e morreu lá em 1878.

## Biografia
Ele é “o pai” da raça Bull Terrier. Nascido em 1829 na Irlanda, na cidade de Mullingar, em uma das regiões mais pobres da Irlanda, seu pai, um sapateiro chamado John Hinks ganhava o suficiente naqueles dias para sustentar sua família sem morrer de fome. Em 1851 eles decidiram se mudar para a cidade de Birmingham, em um setor industrial, onde James Hinks começou a trabalhar nas forjas.  Nesse mesmo ano ele se casou com Elizabeth Moore e tiveram três filhos, o mais velho, James II ou jr, uma menina chamada Mary e o pequeno Frederick. Já em 1854, Hinks começou a negociar galinhas de raça, o que lhe deu um status melhor e, como hobby, teve a criação de pássaros ornamentais e ratos selvagens. Com seu Bulldog chamado "Old Madman" ele começou a criar cães, e sua posição social e conforto para sua família melhoraram. Em 1858 nasceu um quarto filho, Alfred, e em 1864 a família já tinha oito filhos no total, e não foi até os anos sessenta que Hinks apareceu registrado na lista de endereços como um criador de aves e cães. Infelizmente Hinks morreu na tenra idade de 47 anos em 1878, afetado por uma tuberculose mortal, mas seu esforço levou-o da parte mais pobre de sua Irlanda natal, para uma vida mais rica para sua família em Birminghan, na Inglaterra, e sua herança segundo seu testamento estava nas mãos de sua esposa Elizabeth.

## Bull terrier

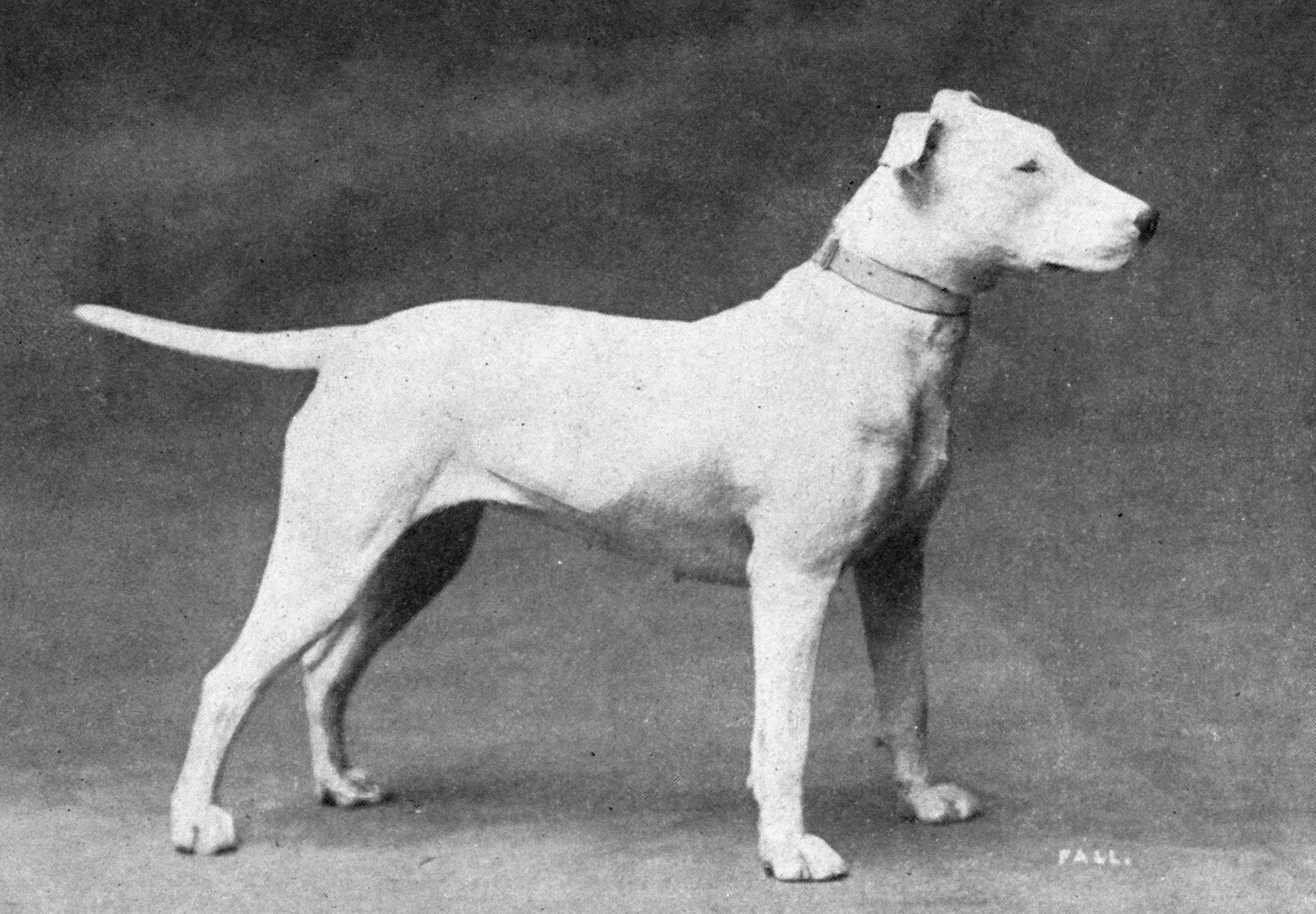
Bull terrier de 1915

Embora se saiba muito pouco sobre os cruzamentos que Hinks realizou para obter os Bull Terriers, é documentado por Henry Walsh que talvez Hinks usou o antigo Bulldog Inglês, o Terrier Branco Inglês, o Dálmata e talvez até o Greyhound. Sem dúvida, foi seu cão Old Madman, que sendo criado para exposições e não para lutas, desempenhou um papel determinante no nascimento da nova raça.  Como parte do folclore da raça, diz-se que o cão de Hinks chamado "Puss", após uma exposição ou durante, lutou contra uma cadela bull-and-terrier de propriedade do Sr. Tupper e depois de meia hora, Puss retornou triunfante com pequenas marcas em seu focinho. Entre 1855 e 1868 Hinks era o dono de pelo menos os seguintes cães: Bull Terrier chamada "Spring" (Jerry x Daisy), "Bulldog Nettle" (Grip x Nettle), Bull Terrier, "Young Puss" (Old Madman x Old Puss) , a Terrier "Lady" (Stormer x Daisy), Bull Terrier "Kit" (pedigree desconhecido), Dálmata "Spot" (Joss x Dinah) e um Greyhound chamado "Dart" (Chap x Fly). Hinks ainda era o proprietário de todos os pais desses cães e deve-se notar que não só Hinks contribuiu para o desenvolvimento da raça Bull Terrier, mas todas aquelas pessoas que compraram seus filhotes brancos, já que ele faleceu antes do reconhecimento da raça.
Por muito tempo, haviam apenas cães brancos de Hinks. Apenas no início do século XX é que criaram os primeiros Bull terriers coloridos.
O legado de Hinks é conhecido em todo o mundo, e seus filhos James Hinks II e Frederick, continuaram o trabalho de seu pai, incluindo o filho de James II, Carleton, que foi um criador da raça até sua morte em 1977. Sendo este o caminho para honrar o trabalho apaixonado de seu avô e seu amor pela exposição, criação e seus cães.